# 甘景公
甘景公（?—?），春秋时期甘国国君，王子带的后裔。在位时间大约在甘成公之後、甘简公之前。《左传》提到鲁昭公十二年（前530年）十月，甘悼公甘过将要去掉甘成公、甘景公的族人，甘成公、甘景公的族人买通刘献公杀害甘悼公，立甘成公之孙甘鳅为甘平公。至于景公的事迹，并未提及。一说成、景之族是周成王、周景王的族人。
| 前任： 甘成公 | 甘国国君 — | 繼任： 甘简公 |